# Монтионовская премия
Монтио́новская премия (фр. le prix Montyon) — общее название французских премий за добродетель (prix de vertu), а также за сочинения на пользу нравственности, созданных филантропом, бароном Антуаном Оже Монтионом (1733—1820) и присуждаемых Французской академией и Парижской академией наук.

## Лауреаты премии за добродетель
- 1784 год — Франсуаз Легро, за роль в освобождении из заключения Жана-Анри Латюда.
- 1820 год — Жан Гениссе
- 1820 год — Пьер-Александр Филипо
- 1821 год — Антуанет Луи
- 1824 год — Дашё
- 1825 год — Рош Мартен
- 1826 год — мадемуазель Детримон
- 1828 год — жандарм Жозеф Тен
- 1829 год — Луиза Шеплер, основательница ночлежек во Франции
- 1829 год — вдова Рен Бобис
- 1829 год — супруги Башелар
- 1830 год — Филипп Барре
- 1830 год — Анриетт Карден
- 1830 год — Луиза Наллар
- 1830 год — вдова Маргерит Фавре
- 1831 год — лоцман Дельпьер
- 1832 год — Эсташ, прозванный Берлен, негр с Сан-Доминго
- 1832 год — Жюли Баго
- 1832 год — продавец лимонада Пьер-Тома-Лоран Пеллет
- 1832 год — вдова Виньон
- 1833 год — Сюзан Гиро
- 1833 год — мадемуазель Берто
- 1834 год — гренадер Нарсис Дару
- 1835 год — садовник Соке-Жавло
- 1835 год — три брата Конте
- 1836 год — Жозеф-Никола Плеж
- 1836 год — Лоран Кете
- 1836 год — Луи-Рене Менар
- 1836 год — Жанна Паррель
- 1837 год — Анна Ланглад
- 1837 год — военный в отставке Франсуа Бюрго
- 1837 год — адъютант Мартинель
- 1837 год — юнга Перре
- 1838 год — Пьер Гийо
- 1838 год — Александра Мартен
- 1838 год — семья Гроссо
- 1839 год — Франсуа Пуайе
- 1839 год — Жозеф Иньяс, прозванный Накси
- 1839 год — Франсуаз Оливье
- 1840 год — Матьё, прозванный Буаду
- 1840 год — сестра Мадлен Фор
- 1841 год — продавец лимонада Жак Сорбье
- 1841 год — кавалерийский офицер Габриель Биненже
- 1845 год — Жанна Жюган, основательница конгрегации Малых сестёр бедняков
- 1853 год — гвианский раб Поль Дюнес
- 1860 год — протестантский пастор Джон Бост
- 1869 год — Эфрази Курсо
- 1869 год — провинциальный почтальон Пьер Гюари
- 1886 год — пастух Жан-Батист Жюпиль
- 1888 год — пилот Жан Деланнуа
- 1890 год — береговой спасатель Эспри Ле Ма[фр.]
- 1892 год — Полен Анфер[фр.]
- 1900 год — Аделаид Обелин Тордё
- 1909 год — Барб Шне
- 1915 год — Полен Анфер
- 1920 год — юная рыбачка-бретонка Жанна Редон
- 1932 год — Арман Мегле[фр.]
- 1933 год — Dame Mentaz-Berton
- 1934 год — Эмма Сусьяль
- 1936 год — Молодые христианские рабочие[фр.]

## Лауреаты литературной премии
- 1832 год — Фердинан Дени, Le Brahme voyageur ou la sagesse populaire de toutes les Nations
- 1835 год — Алексис де Токвиль, De la Démocratie en Amérique
- 1842 год — Валери де Гаспарен, Mariage au point de vue chretien
- 1847 год — Луи-Мари Корменен, Entretiens de village
- 1864 год — Нюма-Дени Фюстель де Куланж, La Cité antique
- 1869 год — P.-J. Stahl, Morale familière
- 1871 год — Альбер Дельпи, L’invasion
- 1875 год — P.-J. Stahl, Histoire d’un âne et de deux jeunes filles
- 1876 год — Мэри Додж, Серебряные коньки
- 1878 год — Анри Гревиль, Dosia
- 1879 год — P.-J. Stahl и Марко Вовчок, Маруся[укр.]
- 1880 год — Луи Фрешет, Les Fleurs boréales
- 1882 год — Альбер Дюрюи, L’Instruction publique et la Révolution
- 1882 год — Рауль Фрари, Le Péril national
- 1882 год — Анатоль Франс, Le Crime de Sylvestre Bonnard
- 1882 год — Луи-Мари Ла Фонтен, Petites Misères
- 1882 год — Огюст Доршен, La Jeunesse pensive
- 1883 год — французская писательница Жанна Луазо
- 1893 год — Шарль Ле Гоффик, Le crucifié de Kéraliès
- 1894 год — Гектор Мало, En famille
- 1897 год — Андре Морель, Les Justes noces
- 1898 год — Анри Лихтенбергер, Mon Petit Trott
- 1899 год — Пьер де Кульвен, Noblesse américaine
- 1900 год — Фернан-Лафарг, Les Ouailles du Curé Fargeas
- 1901 год — Пьер де Кульвен, Eve victorieuse
- 1903 год — Матильда Аланик, Ma cousine Nicole
- 1908 год — Андре Верньер, псевдоним де Люсьен де Виссека, Camille Frison, ouvrière de la couture
- 1910 год — Франсуа Шарль-Ру, Les Origines de l’expédition d'Égypte
- 1917 год — Ж. Делорм Жюль-Симон, Âme de guerre, âme d’amour
- 1920 год — Анри де Монтерлан, La relève du matin
- 1922 год — Жорж Годи, L’agonie du Mont Renaud
- 1934 год — Анри Ардель, Coeur de sceptique
- 1936 год — Бернар Антуан, Histoire de la survivance acadienne
- 1937 год — Жан Друйе, Histoire de Saint-Benin-d’Azy
- 1939 год — Поль Вуавенель, Avec la 67ème Division de réserve
- 1943 год — Огюстен Ле Марескье, Histoire de Tourlaville
- 1949 год — Андре Жиру, Au-delà des visages
- 1950 год — Роже Бюльяр, Inuk au dos de la terre
- 1954 год — Мишель де Сен-Пьер, Bernadette et Lourdes
- 1956 год — Сен-Марку, Aelis et la cabre d’or
- 1970 год — Антуан де Ла Гарандери, La Valeur de l’ennui
- 1971 год — Гастон Бутуль, L’Infanticide différé
- 1971 год — Бертран де Маржери, Le Christ pour le monde, 800 °F.
- 1972 год — Адальбер Амман, La Vie quotidienne des premiers chrétiens
- 1973 год — Odette Jahan, De l’Amour à l’amour
- 1973 год — Лёре-Дюпанлу, Le Cœur de saint Vincent de Paul
- 1973 год — Проспер Ольмьер, Galamus. Le roman d’un ermite
- 1973 год — Оливье Клеман, Questions sur l’homme
- 1973 год — аббат Комбалюзье, Dieu demain
- 1974 год — Жак Дюкен, Les 13-16 ans
- 1974 год — Жан Брён, La Nudité humaine
- 1975 год — Анна-Мари Гулина, Jean-Gabriel Goulinat, sa vie, sa carrière
- 1975 год — Жан Портай, Savoir mourir
- 1976 год — Рене Нелли, La Philosophie du Catharisme
- 1977 год — Жинет Рембо, L’Entretien avec l’enfant
- 1977 год — Беатрис Дидье, Un Dialogue à distance : Gide et du Bos
- 1977 год — Isle Barande, Histoire de la psychanalyse en France
- 1977 год — Эдит Леспри, L’Enfer d’où je viens : le Bangladesh
- 1977 год — Эммануэла Крецулеско, Les Jardins du songe «Poliphie» et la Mystique de la Renaissance
- 1978 год — Роже Буису, La Singulière route de J.-K. Huysmans
- 1978 год — А-М. Коканьяк, Aujourd’hui l’Inde spirituelle, 2000 °F.
- 1978 год — Aibecker, L’Appel des Béatitudes. A l'écoute de saint Augustin
- 1978 год — Жан Лебо, Salvator Mundi, l’exemple de Joseph dans le théâtre allemand au XVIe siècle
- 1978 год — Жорж Сонье, Le Secret des sources
- 1979 год — Жан-Мари Бенжамен, L’Octobre romain de Jean-Paul II
- 1979 год — Рене Лорантен, Vie authentique de Catherine Labouré, 3000 °F.
- 1980 год — Жан Делюмо, Histoire vécue du peuple chrétien
- 1982 год — Мишель Дюпюи, Itinéraire spirituel de Jean-Jacques Olier
- 1982 год — Ив Конгар, Diversités et communion, 5000 °F.
- 1984 год — Бертран де Маржери, Introduction à l’histoire de l’exégèse
- 1985 год — Симон Петреман, Le Dieu séparé, les origines du gnosticisme
- 1985 год — Жан-Пьер Ивер-Берангье, Constance de Rabastens. Mystique de Dieu et de Gaston Fébus
- 1985 год — Изабель Бонно, Hérétique ou saint ? Henry Arnauld, évêque janséniste
- 1986 год — Gabrielle Chevassus, Mon Dieu vers qui je cours
- 1987 год — Antonio Fonseca, La Rage de survivre
- 1987 год — Андре Давид, Compte à rebours avec Dieu
- 1988 год — Édouard Bled, J’avais un an en 1900
- 1989 год — Ален Карпантье, Le Mal universitaire, diagnostic et traitement
- 1990 год — Бертран Монтань, Exégèse et obéissance, Correspondance Cormier-Lagrange
- 1990 год — Элизабет Бер-Сижель, Le Lieu du cœur
- 1990 год — Пьер Лозераль, Une Femme qui sut aimer, Thérèse d’Avila, Médaille de bronze.
- 1991 год — Xavier Tilliette, Le Christ de la philosophie, 5000 °F.
- 1992 год — Ален де Либера, Albert le Grand et la Philosophie (Vrin)
- 1993 год — Jean Onimus, Étrangeté de l’art
- 1993 год — анжерский лицей Bergson, Regards sur Henri Bergson
- 1994 год — Гийемет де Серинье, Tous les dragons de notre vie
- 1994 год — Женевьев Болль, Parler d'écrire
- 1995 год — Франсуа Сен-Пьер, France, sois ce que tu es (Pierre Téqui éditeur)
- 1996 год — Доминик-Мари Дозе, Petite vie de saint Norbert (Desclée de Brouwer)
- 1998 год — Жан-Мари Муан, René Boudot, Le Feu sacré. Un ouvrier chrétien du Pays-Haut (Serpenoise)
- 1999 год — Ламброс Кулубарицис, «История античной и средневековой философии»
- 2000 год — Александр Жольен, Éloge de la faiblesse
- 2001 год — Alberte van Herwynen, L’Arpenteur des Lumières
- 2002 год — René Guitton, Si nous nous taisons… Le martyre des moines de Tibhirine
- 2003 год — Michèle-Irène Brudny, Karl Popper, Un Philosophe heureux
- 2004 год — Жоэль Буэссе, Du côté de chez Gabriel Marcel
- 2004 год — Жак Жюльяр, Le Choix de Pascal
- 2005 год — Анри Юд, L'Éthique des décideurs
- 2006 год — Рено Жирар, Pourquoi ils se battent. Voyage dans les guerres du Moyen-Orient
- 2007 год — Мари-Фредерик Пеллегрен, Le système de la loi de Nicolas Malebranche (Vrin)
- 2008 год — Жан-Франсуа Маттеи, Le Regard vide (Flammarion)
- 2009 год — Мирьям Рево д’Аллонн, L’Homme compassionnel (Seuil)
- 2010 год — Уильям Маркс, Vie du lettré (Minuit)
- 2011 год — Стефан Шовье, Le Sens du possible (Vrin)
- 2012 год — Беренис Леве, Le musée imaginaire d’Hannah Arendt, серебряная медаль
- 2013 год — Анка Василиу, Images de soi dans l’Antiquité tardive
- 2014 год — Фабрис Вилем, L’Envie. Une passion démocratique au XIXe siècle, серебряная медаль
- 2015 год — Натали Эник, Le Paradigme de l’art contemporain. Structures d’une révolution artistique
- 2016 год — Эрве Гаймар, bonheurs et grandeur. Ces journées où les Français ont été heureux
- 2017 год — Дени Лакорн[фр.], les Frontières de la tolérance

## Лауреаты научной премии
- 1821 год — Жак-Антуан Дельпон (география)
- 1828 год — Жан Сивиаль
- 1829 год — Жан Луи Мари Пуазёйль
- 1831 год — Жан Луи Мари Пуазёйль
- 1833 год — Андре-Мишель Герри (статистика)
- 1835 год — Жан Луи Мари Пуазёйль
- 1835 год — Жозеф Дегузе, Луи-Жорж Мюло, Франсиско Аморос
- 1840 год — Луи Танкерель де Планш
- 1843 год — Жан Луи Мари Пуазёйль
- 1853 год — Орас Эмиль Се (статистика)
- 1854 год — Мориц Шифф
- 1856 год — Фредерик Ле Пле (статистика)
- 1861 год — Андре-Мишель Герри (статистика)
- 1870 год — Шантран
- 1870 год — А. Гри за «Mémoire sur la moelle des plantes ligneuses» (физиология);
- 1870 год — Goldenberg
- 1870 год — Нестор Греан
- 1870 год — Blondlot (медицина)
- 1871 год — Этьен Лансерё и Пьер Лаккербауэр за «Atlas d’anatomie pathologique»
- 1871 год — д-р Шасаньи за «Méthode des tractions soutenues. Le forceps considéré comme agent de préhension et de traction, etc.» (медицина);
- 1871 год — M. E. Cadet за «Le Mariage en France» (статистика);
- 1871 год — J. Roulin (физиология);
- 1871 год — Теофиль Гибаль
- 1887 год — Поль Вьель
- 1894 год — Alfred-Aimé Flamant
- 1898 год — Anatole-Félix Le Double
- 1902 год — Луи Артман (фр. Louis Hartmann, Клод Бушер
- 1903 год — Поль Боден
- 1904 год — Жюстен Жолли
- 1909 год — Шарль Николь (медицина)
- 1910 год — Эмиль Рубо, G. Martin и A. Lebouf
- 1911 год — Эмиль Жуге
- 1917 год — Огюст Петти
- 1919 год — Огюст Петти и Л. Мартен
- 1919 год — Henri Albert Herdner (механика)
- 1920 год — фармацевт Пьер Жозеф Пеллетье
- 1920 год — Эжен Фурнье
- 1921 год — Эмиль Рубо (медицина)
- 1923 год — Альбер Анри Шиппар (механика)
- 1924 год — Виктор Бабеш
- 1925 год — Морис Хальбвакс
- 1931 год — физик Поль Ле Роллан
- 1935 год — Пьер Дюпен (механика)
- 1949 год — Поль Жермен
- 1955 год — Жак Моно
- 2005 год — Тьерри Ракло (биология)
- 2010 год — Карло Петоза